# Budo Sento Championship
Budo Sento Championship (BSC), även känd som Budo SC, är en mexikansk MMA-organisation som grundades 2020. Budo SC anordnar även muay thai och grappling fights.

## Bakgrund
I början av 2020 tillkännagavs skapandet av en ny MMA-promotor i Mexiko, Budo Sento Championship. Grundaren, Iván Macías, nämnde att med tanke på den växande fritiden till följd av covid-19-pandemin föreslog han att grunda organisationen.
Det första Budo SC-evenemanget ägde rum den 14 november 2020 under namnet "BSC Volume 1", vars huvudevent var mellan Wilson Reis och Carlos Briseño i en flugviktsmatch; Reis skulle sluta med att ta segern.

## Nuvarande mästare
| Herrar        | Herrar             | Herrar                          | Herrar                          | Herrar             | Herrar       |
| Viktklass     | Maxvikt            | Mästare                         | Regerande mästare sedan         | Tid som mästare    | Titelförsvar |
| ------------- | ------------------ | ------------------------------- | ------------------------------- | ------------------ | ------------ |
| Tungvikt      | 264 lbs / 120,2 kg | Hugo Lezama (MEX)               | 11 augusti 2023 (BSC Vol. 16)   | 1 år och 234 dagar | 1            |
| Lätt tungvikt | 205 lbs / 93 kg    | Jorge González Villa (MEX)      | 9 september 2022 (BSC Vol. 10)  | 2 år och 205 dagar | 0            |
| Weltervikt    | 169 lbs / 77,1 kg  | Ricardo Chávez Villaseñor (MEX) | 10 november 2023 (BSC Vol. 18)  | 1 år och 143 dagar | 2            |
| Lättvikt      | Vakant             |                                 |                                 |                    |              |
| Fjädervikt    | 145 lbs / 66,1 kg  | Allan Ruíz (MEX)                | 17 februari 2023 (BSC Vol. 13)  | 2 år och 44 dagar  | 0            |
| Bantamvikt    | 134 lbs / 61,2 kg  | Víctor Madrigal (MEX)           | 8 juli 2022 (BSC Vol. 9)        | 2 år och 268 dagar | 1            |
| Flugvikt      | 125 lbs / 57,7 kg  | Cristian Torres (MEX)           | 28 juni 2024 (BSC Vol. 23)      | 0 år och 278 dagar | 0            |
| Damer         |                    |                                 |                                 |                    |              |
| Viktklass     | Maxvikt            | Mästare                         | Regerande mästare sedan         | Tid som mästare    | Titelförsvar |
| Bantamvikt    | 134 lbs / 61,2 kg  | Regina Tarin (MEX)              | 27 september 2024 (BSC Vol. 25) | 0 år och 187 dagar | 0            |
| Flugvikt      | 125 lbs / 57,7 kg  | Alejandra Lara (COL)            | 2 augusti 2024 (BSC Vol. 24)    | 0 år och 243 dagar | 0            |
| Stråvikt      | 114 lbs / 52,2 kg  | Nadia Vera (MEX)                | 12 april 2024 (BSC Vol. 21)     | 0 år och 355 dagar | 0            |